# NN-254
La carretera NN‑254 es una vía departamental secundaria ubicada en el departamento de León, en el occidente de Nicaragua. Tiene una longitud de 23.92 kilómetros y conecta el empalme de la NIC-68B en el límite municipal de Telica con Larreynaga, hasta el empalme a La Rota, sirviendo como una ruta clave para el transporte agroindustrial. Fue inaugurada en 2024 como parte de los proyectos viales del MTI.

## Trazado y cruces
La siguiente tabla muestra su recorrido, localidades y principales conexiones:
| km    | Localidad                  | Departamento | Conexión / Ruta |
| ----- | -------------------------- | ------------ | --------------- |
| 0.0   | Límite Telica–Larreynaga   | León         | NIC 68B         |
| 12.4  | Comunidad rural intermedia | León         |                 |
| 23.92 | Empalme a La Rota          | León         |                 |